# Park Krajobrazowy Dolina Baryczy

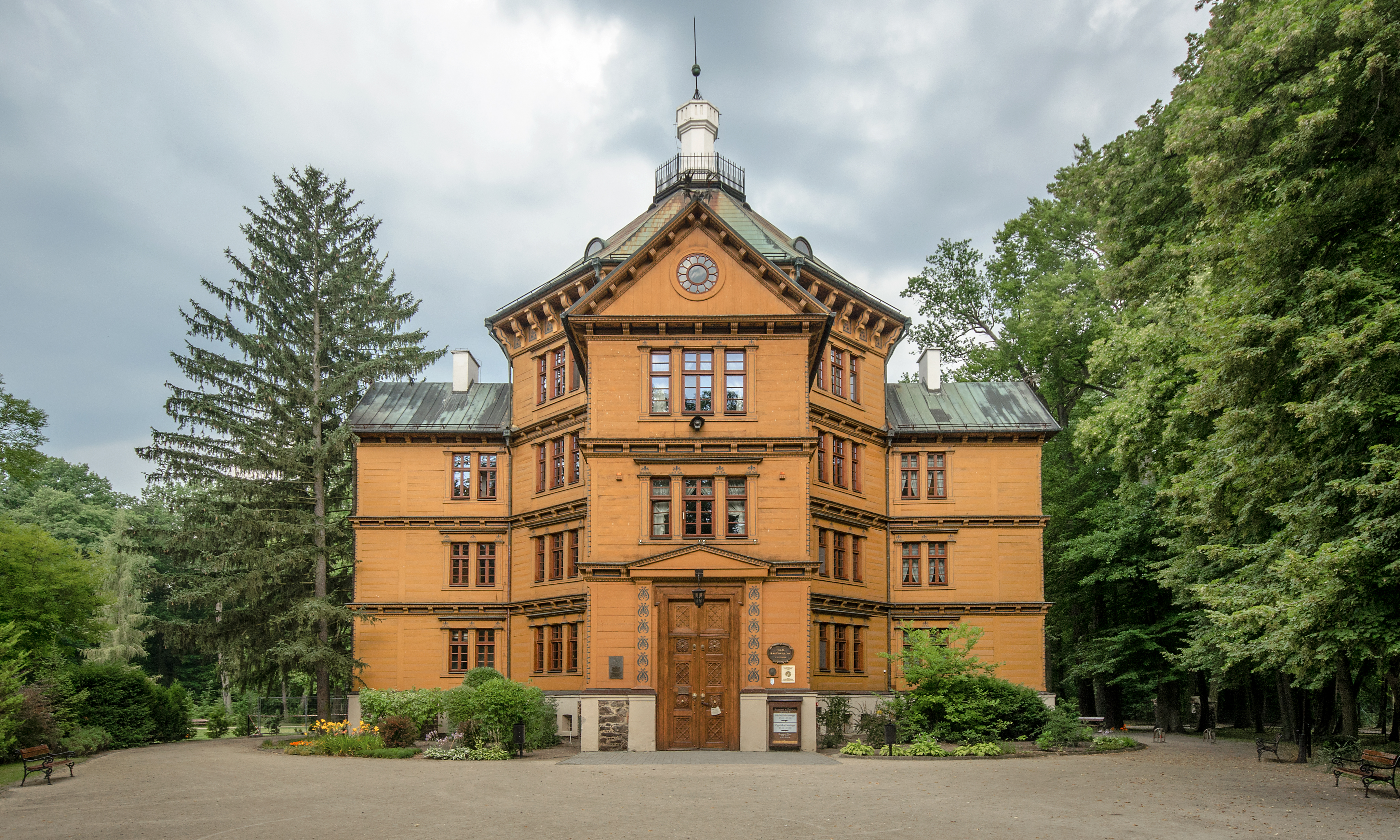
Pałac Radziwiłłów w Antoninie

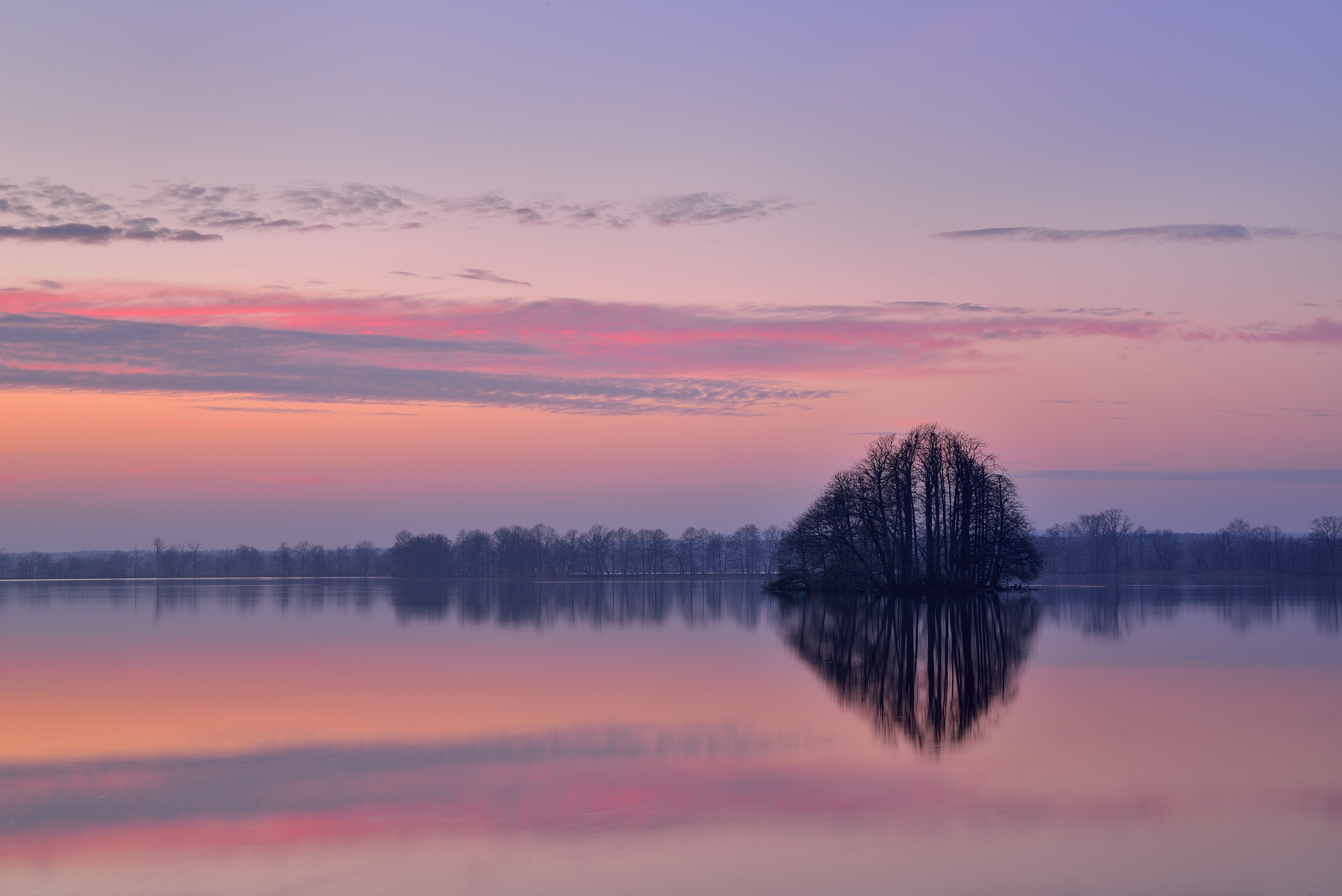
Rezerwat przyrody Stawy Milickie

Park Krajobrazowy Dolina Baryczy – park krajobrazowy w województwie dolnośląskim i wielkopolskim, położony między Żmigrodem i Przygodzicami, wzdłuż rzeki Baryczy. 
Powierzchnia parku wynosi 87 040 ha (część dolnośląska 70 040 ha, część wielkopolska 17 000 ha). Nie posiada otuliny. Powołany 3 czerwca 1996 roku. Obejmuje swoim zasięgiem 3 typy siedlisk: stawy rybne, podmokłe łąki i lasy.
Znajduje się tu europejska Ostoja Ptaków IBA oraz obszar specjalnej ochrony ptaków „Dolina Baryczy” PLB020001 i specjalny obszar ochrony siedlisk „Ostoja nad Baryczą” PLH020041 w ramach europejskiej sieci Natura 2000. Na terenie Parku znajduje się także jeden z największych w Europie kompleksów stawów rybnych, w skład którego wchodzi m.in. prawie 300 stawów w rejonie Milicza i Żmigrodu. Kompleks ten, zwany Stawami Milickimi, objęty jest konwencją ochrony środowisk wodnych z Ramsar. 

## Rezerwaty przyrody
Na obszarze parku znajdują się następujące rezerwaty przyrody:
- Wydymacz – chroni zespół łęgu jesionowo-olszowego, ze stawem Wydymacz i Dębami Antonińskimi, rośliny chronione m.in. wawrzynek wilczełyko;
- Radziądz – chroni las liściasty o charakterze grądu europejskiego;
- Olszyny Niezgodzkie – chroni naturalne lasy bagienne w zasięgu rzeki Ługi;
- Stawy Milickie – chroni unikatowy w skali kraju i Europy obszar wodno-błotny. Składa się z 5 kompleksów stawowych, lasów i innych gruntów o łącznej powierzchni 5298 ha;
- Wzgórze Joanny – chroni wyspowe stanowisko buka na wschodniej granicy zasięgu oraz znaleziska prehistoryczne.

## Rośliny
- bobrek trójlistkowy
- bukwica zwyczajna
- chaber ostrołuskowy
- goździk pyszny
- grążel żółty
- grzybienie białe
- grzybieńczyk wodny
- koniopłoch łąkowy
- kozłek dwupienny
- kruszczyk błotny
- pełnik europejski
- starzec kędzierzawy
- storczyk szerokolistny
- trzcina pospolita
- wawrzynek wilczełyko
- liczne gatunki trzęślic, turzyc

## Zwierzęta
Park jest jedną z najważniejszych ostoi ptaków wodno-błotnych nie tylko w Polsce, ale i w Europie. Tutejsza ornitofauna obejmuje aż 276 gatunków ptaków, w tym 166 gatunków lęgowych (samych ptaków wodno-błotnych jest 129 gatunków, w tym 58 lęgowych). Występują tu m.in.:
- perkozowate
- kormoran
- liczne kaczkowate (w przelotach licznie gęś zbożowa, rzadziej gęś gęgawa i gęś białoczelna, wyjątkowo bernikla białolica), łabędź niemy, łabędź krzykliwy, czasem łabędź mały
- bąk, czapla biała, bocian biały, bocian czarny
- czajka, rycyk, kszyk, kulik wielki, batalion, siewkowate, krwawodziób
- derkacz, kokoszka wodna, łyska, wodnik
- błotniak, bielik, myszołów, rybołów, kania
- rybitwy, mewa śmieszka
- zimorodek
- remiz
- dzierzby

Sporadycznie:
- czerwonak (flaming)
- pelikan różowy
- warzęcha

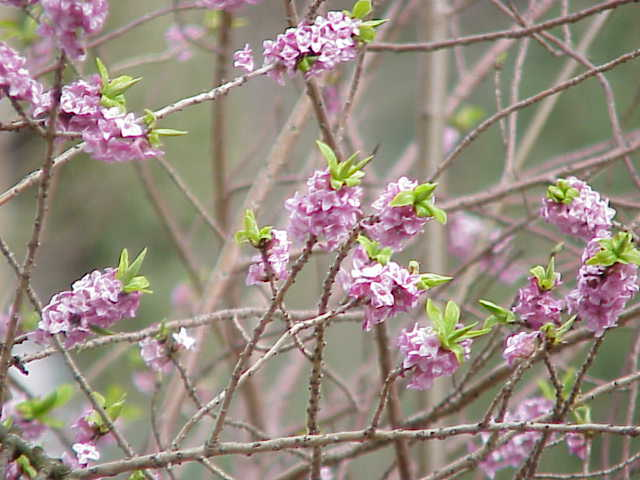
Wawrzynek wilczełyko
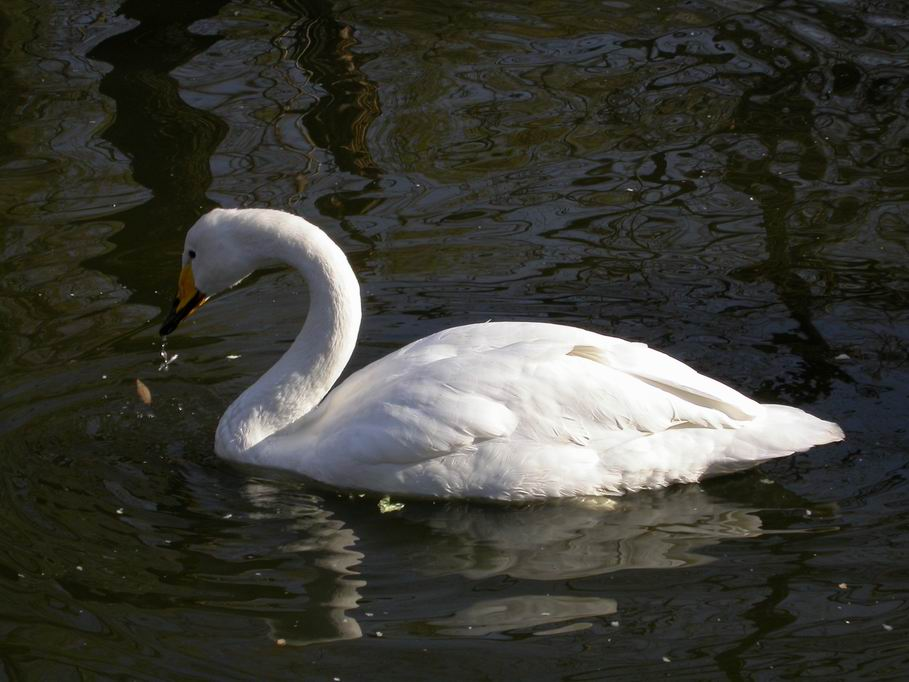
Łabędź krzykliwy
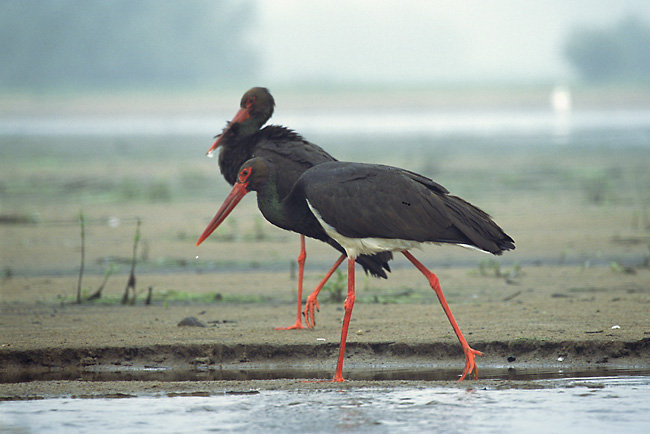
Bocian czarny
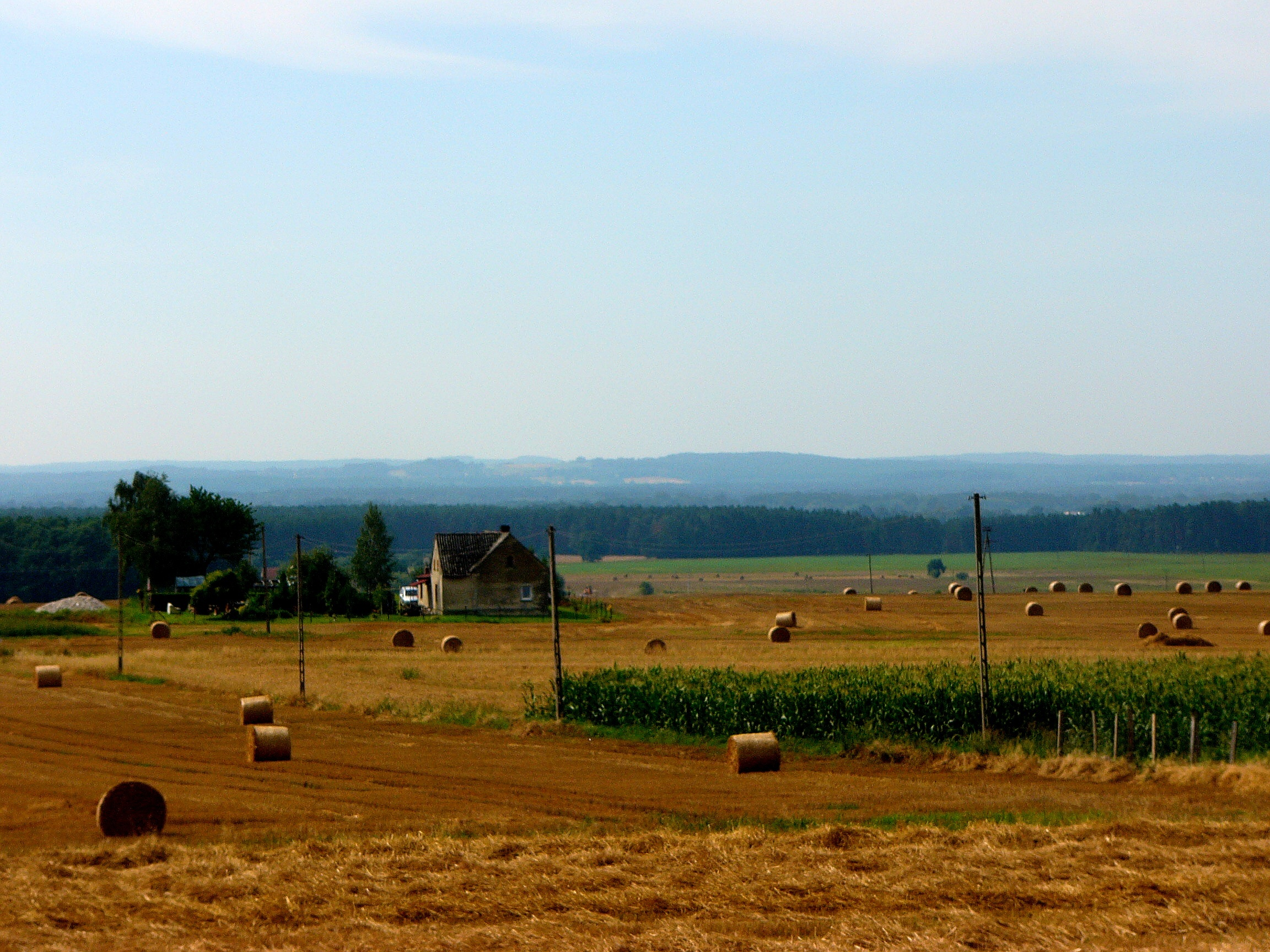
Dolina widziana z Trzebicka